# Erethistes jerdoni
Erethistes jerdoni är en fiskart som först beskrevs av Day, 1870.  Erethistes jerdoni ingår i släktet Erethistes och familjen Erethistidae. IUCN kategoriserar arten globalt som livskraftig. Inga underarter finns listade i Catalogue of Life.